# Attila spadiceus
Attila spadiceus là một loài chim trong họ Tyrannidae.